# Congreso de la FIFA

Logo de la FIFA

El Congreso de la FIFA es el órgano legislativo de la FIFA, el cual es el organismo rector internacional del fútbol, el fútbol sala y el fútbol playa. El congreso puede ser ordinario o extraordinario.
Cada año se reúne un congreso ordinario. El Consejo de la FIFA (anteriormente Comité Ejecutivo) puede convocar un congreso extraordinario en cualquier momento con el apoyo de una quinta parte de los miembros de la FIFA.
Cada una de las 211 asociaciones nacionales miembros de la FIFA tiene un voto en el congreso. Los miembros de la FIFA pueden proponer candidatos a la sede de la Copa del Mundo y la presidencia de la FIFA. La elección presidencial de la FIFA y la elección del país anfitrión de la Copa Mundial de la FIFA se lleva a cabo usualmente en el congreso del año siguiente a la Copa Mundial de la FIFA.
El Congreso de la FIFA se celebra anualmente desde 1998. Anteriormente se celebraba cada dos años. No se celebraron congresos entre 1915 y 1922 y de 1939 a 1945, debido a la Primera y Segunda Guerra Mundial.

## Lista de congresos
Elección presidencial de la FIFA
     Elección de la sede de la Copa Mundial
El símbolo * denota congreso extraordinario.
| Congreso número | Año  | Ciudad             | Asociaciones miembro asistentes | Modalidad   |
| --------------- | ---- | ------------------ | ------------------------------- | ----------- |
| 1               | 1904 | París              | 5                               | Presencial  |
| 2               | 1905 | París              | 5                               | Presencial  |
| 3               | 1906 | Berna              | 7                               | Presencial  |
| 4               | 1907 | Ámsterdam          | 12                              | Presencial  |
| 5               | 1908 | Viena              | 16                              | Presencial  |
| *               | 1908 | Bruselas           | 7                               | Presencial  |
| 6               | 1909 | Budapest           | 13                              | Presencial  |
| 7               | 1910 | Milán              | 12                              | Presencial  |
| 8               | 1911 | Dresde             | 11                              | Presencial  |
| 9               | 1912 | Estocolmo          | 17                              | Presencial  |
| 10              | 1913 | Copenhague         | 12                              | Presencial  |
| 11              | 1914 | Christiania (Oslo) | 17                              | Presencial  |
| 12              | 1923 | Ginebra            | 17                              | Presencial  |
| 13              | 1924 | París              | 27                              | Presencial  |
| 14              | 1925 | Praga              | 22                              | Presencial  |
| 15              | 1926 | Roma               | 23                              | Presencial  |
| 16              | 1927 | Helsinki           | 21                              | Presencial  |
| 17              | 1928 | Ámsterdam          | 29                              | Presencial  |
| 18              | 1929 | Barcelona          | 23                              | Presencial  |
| 19              | 1930 | Budapest           | 27                              | Presencial  |
| 20              | 1931 | Berlín             | 25                              | Presencial  |
| 21              | 1932 | Estocolmo          | 29                              | Presencial  |
| 22              | 1934 | Roma               | 27                              | Presencial  |
| 23              | 1936 | Berlín             | 37                              | Presencial  |
| 24              | 1938 | Paris              | 30                              | Presencial  |
| 25              | 1946 | Luxemburgo         | 34                              | Presencial  |
| 26              | 1948 | Londres            | 48                              | Presencial  |
| 27              | 1950 | Río de Janeiro     | 35                              | Presencial  |
| 28              | 1952 | Helsinki           | 56                              | Presencial  |
| *               | 1953 | París              | 48                              | Presencial  |
| 29              | 1954 | Berna              | 52                              | Presencial  |
| 30              | 1956 | Lisboa             | 57                              | Presencial  |
| 31              | 1958 | Estocolmo          | 62                              | Presencial  |
| 32              | 1960 | Roma               | 69                              | Presencial  |
| *               | 1961 | Londres            | 67                              | Presencial  |
| 33              | 1962 | Santiago           | 59                              | Presencial  |
| 34              | 1964 | Tokio              | 99                              | Presencial  |
| 35              | 1966 | Londres            | 94                              | Presencial  |
| 36              | 1968 | Guadalajara        | 78                              | Presencial  |
| 37              | 1970 | Ciudad de México   | 86                              | Presencial  |
| 38              | 1972 | París              | 102                             | Presencial  |
| 39              | 1974 | Frankfurt          | 122                             | Presencial  |
| 40              | 1976 | Montreal           | 108                             | Presencial  |
| 41              | 1978 | Buenos Aires       | 107                             | Presencial  |
| 42              | 1980 | Zúrich             | 103                             | Presencial  |
| 43              | 1982 | Madrid             | 127                             | Presencial  |
| 44              | 1984 | Zúrich             | 112                             | Presencial  |
| 45              | 1986 | Ciudad de México   | 111                             | Presencial  |
| 46              | 1988 | Zúrich             | 111                             | Presencial  |
| 47              | 1990 | Roma               | 130                             | Presencial  |
| 48              | 1992 | Zúrich             | 118                             | Presencial  |
| 49              | 1994 | Chicago            | 164                             | Presencial  |
| 50              | 1996 | Zúrich             | 182                             | Presencial  |
| 51              | 1998 | París              | 196                             | Presencial  |
| *               | 1999 | Los Ángeles        | 195                             | Presencial  |
| 52              | 2000 | Zúrich             | 200                             | Presencial  |
| *               | 2001 | Buenos Aires       | 202                             | Presencial  |
| *               | 2002 | Seúl               | 202                             | Presencial  |
| 53              | 2002 | Seúl               | 202                             | Presencial  |
| *               | 2003 | Doha               | 204                             | Presencial  |
| 54              | 2004 | París              | 203                             | Presencial  |
| 55              | 2005 | Marrakesh          | 203                             | Presencial  |
| 56              | 2006 | Munich             | 207                             | Presencial  |
| 57              | 2007 | Zúrich             | 206                             | Presencial  |
| 58              | 2008 | Sídney             | 200                             | Presencial  |
| 59              | 2009 | Nassau             | 205                             | Presencial  |
| 60              | 2010 | Johannesburgo      | 207                             | Presencial  |
| 61              | 2011 | Zúrich             | 208                             | Presencial  |
| 62              | 2012 | Budapest           | 209                             | Presencial  |
| 63              | 2013 | Mauricio           | 208                             | Presencial  |
| 64              | 2014 | São Paulo          | 209                             | Presencial  |
| 65              | 2015 | Zúrich             | 210                             | Presencial  |
| *               | 2016 | Zúrich             | 207                             | Presencial  |
| 66              | 2016 | Ciudad de México   | 209                             | Presencial  |
| 67              | 2017 | Manama             | 211                             | Presencial  |
| 68              | 2018 | Moscú              | 210                             | Presencial  |
| 69              | 2019 | París              | 211                             | Presencial  |
| 70              | 2020 | Addis Abeba        | 211                             | Virtual     |
| 71              | 2021 | Tokio              | 211                             | Virtual     |
| 72              | 2022 | Doha               | 210                             | Presencial  |
| 73              | 2023 | Kigali             | 212                             | Presencial  |
| 74              | 2024 | Bangkok            | 211                             | Presencial  |
| *               | 2024 | Zúrich             | 211                             | Virtual     |
| 75              | 2025 | Asunción           | Por definir                     | Por definir |

Los congresos de 2020 y 2021, previstos originalmente para llevarse a cabo en Addis Abeba y Tokio respectivamente, se llevaron a cabo de manera virtual debido a la pandemia de COVID-19.